# Blovice-Vlčice (železniční zastávka)
Blovice-Vlčice je název plánované železniční zastávky na trati Plzeň – České Budějovice mezi již existujícími stanicemi Blovice a Ždírec u Plzně, která má vyrůst na jihu blovické místní části Vlčice. Přímo u zastávky by mělo vyrůst parkoviště o kapacitě 40 míst.
Dle historických pramenů je o výstavbu zastávky žádáno obcí Vlčice již od roku 1945, avšak žádosti byly v minulosti zamítnuty kvůli blízkosti již existujícího nádraží Blovice. V roce 1994 město oficiálně již poněkolikáté požádalo o zřízení zastávky a v roce 1995 byla kanceláří Sudop vytvořena projektová dokumentace výstavby. V rámci modernizace a zdvojkolejnění tratě se však s výstavbou této zastávky nepočítá (dle projektu z roku 2018).